# Abruka
Abruka (en baix alemany: Abro) és un poble i illa d'Estònia, de 8,78 km² (3,39 milles quadrades), situada al Golf de Riga, a 4 km al sud de l'illa de Saaremaa. El poble inclou les illes més petites i adjacents de Vahase, Kasselaid, Linnusitamaa i Kirjurahu, sumant una àrea total de 10,1 km² (3,9 milles quadrades).
Abruka forma part de la parròquia de Saaremaa, al comtat de Saare i té una població de 33 habitants (el 1r de gener de 2011).

## Història
Els primers registres sobre la població d'Abruka provenen de l'Edat Mitjana, quan la zona estava governada pel regne prussià de l'Orde Teutònic; el bisbe d'Ösel-Wiek va fundar una mansió de cria de cavalls a l'illa més gran, anomenada Abro en baix alemany. La població permanent es va desenvolupar el segle XVIII. Des de 1881 fins a 1972, s'hi va operar una escola primària.
Abruka és el lloc d'un bosc de fulla ampla típic de l'Europa Central, que és rar a la regió. Per protegir-lo, el 1937 es va crear la Reserva Natural d'Abruka.
Hi ha una biblioteca (situada a l'edifici del port) i un museu ubicat al costat del parc de l'antiga mansió, a l'edifici més antic d'Abruka (Casa d'Abruka).

## Transport
S'hi pot arribar mitjançant el vaixell postal Heili des del port de Roomassaare, a Kuressaare.

## Persones cèlebres
Els escriptors bessons Jüri Tuulik i Ülo Tuulik (nascuts el 1940) van néixer a Abruka.